# André-Louis Danjon
André-Louis Danjon (n. 6 aprilie 1890, Caen, Franța – d. 21 aprilie 1967, Paris, Franța) a fost un astronom francez născut în Caen. Părinții acestuia au fost Louis Dominique Danjon și Marie Justine Binet.

## Biografie
Danjon a conceput o metodă de măsurare a „luminii Pămăntului” pe Lună folosind un telescop în care o prismă împarte imaginea Lunii în două imagini identice parte cu parte. Prin ajustarea unei diafragme cu scopul de a diminua una dintre imagini până când porțiunea însorită avea aceeași luminozitate aparentă ca și porțiunea luminoasă pe imaginea neajustată, a putut cuantifica ajustarea diafragmei și astfel a obținut o măsură reală pentru luminozitatea luminii Pămăntului. El a înregistrat măsurătorile folosind metoda sa (cunoscută acum ca Scala Danjon, pe care zero echivalează cu o Lună foarte puțin vizibilă) din anul 1925 până în anul 1950. 
Printre contribuțiile sale notabile din domeniul astronomiei a fost proiectarea astrolabului impersonal (prismatic) cunoscut acum ca astrolabul Danjon, ceea ce a dus la o îmbunătățire a preciziei astrometriei optice fundamentale. O relatare a acestui instrument și a rezultatelor primilor ani ai funcționării sale sunt prezentate în Danjon's 1958 George Darwin Lecture to the Royal Astronomical Society (în Monthly Notices of the RAS (1958), vol.118, paginile 411 - 431). 
De asemenea, Danjon a dezvoltat Danjon Limit, o măsură propusă a separării unghiulare minime a Soarelui și a Lunii, la care este vizibilă o semilună. Cu toate acestea, este probabil ca această limită să fie inexistentă. 
A fost director al Observatorului din Strasbourg în anul 1930 până în anul 1945 și al Observatorului din Paris din anul 1945 până în anul 1963.
Danjon a fost președintele Societății astronomice din Franța (SAF) din anul 1947 până în anul 1949 și din anul 1962 până în anul 1964.
A fost premiat cu premiul Jules-Janssen din partea Société astronomique de France în anul 1950 și cu medalia de aur a Societății Astronomice Regale în anul 1958. 
Danjon a murit în anul 1967 în Suresnes, Hauts-de-Seine.